# Laphria willistoniana
Laphria willistoniana là một loài ruồi trong họ Asilidae. Laphria willistoniana được Enderlein miêu tả năm 1914.